# MYH14
MYH14‏ (Myosin heavy chain 14) هوَ بروتين يُشَفر بواسطة جين MYH14 في الإنسان.